# Pseudorthocladius kamidenticularis
Pseudorthocladius kamidenticularis är en tvåvingeart som beskrevs av Sasa och Hirabayashi 1993. Pseudorthocladius kamidenticularis ingår i släktet Pseudorthocladius och familjen fjädermyggor. Inga underarter finns listade i Catalogue of Life.